# NGC 2595
NGC 2595 is een balkspiraalstelsel in het sterrenbeeld Kreeft. Het hemelobject werd op 11 januari 1787 ontdekt door de Duitse-Britse astronoom William Herschel.

## Synoniemen
- UGC 4422
- IRAS08247+2138
- MCG 4-20-62
- 3ZW 59
- ZWG 119.109
- NPM1G +21.0182
- PGC 23725